# العلاج الموجه نحو المستقبل
العلاج الموجه نحو المستقبل (بالإنجليزية: Future-oriented therapy)‏ والعلاج المتجه للمستقبل (بالإنجليزية: Future-directed therapy)‏ هما نهجان للعلاج النفسي يركزان بشكل أكبر على المستقبل أكثر من الماضي أو الحاضر.

## تاريخ
استخدم مصطلح العلاج الموجه نحو المستقبل أول مرة في مقال لعالم النفس والتر أوكونيل في عام 1964، ثم استخدم المصطلح كعنوان لمقال بقلم الطبيب النفسي ستانلي ليس في عام 1971. واستخدم الطبيب النفسي فريدريك تي ميلجيز [الإنجليزية] هذا المصطلح أيضًا في كتاباته في السبعينيات والثمانينيات.
في العقد الأول من الألفية الثالثة، كتب الطبيب النفساني برنارد بيتمان، مستوحىً جزئياً من ميلجيز، عن الصياغة السريرية الموجهة للمستقبل وعن كيفية أن التركيز على المستقبل هو عامل مشترك بين مختلف النهج في علاج النفس وأساس لدمج العلاجات النفسية.
أول تجربة للعلاج الموجه نحو المستقبل، وهو تدخل يشدد على المستقبل بنفس القدر الذي يشدد عليه العلاجات المستوحاة من المستقبل السابقة، تم إجراؤها بواسطة العالمة النفسية جنيس فيلهاور وزملاؤها في عام 2011، وفي عام 2014 أصبح موضوع لكتب لمساعدة الذات على "تخطي العواطف السلبية، وتحديد ما تريد في الحياة، وتحويل المعتقدات المقيدة، واتخاذ المبادرة، والعيش لتحقيق للنجاح". يعتبر هذا العلاج مستقلاً ومستوحى بشكل مستقل عن العلاجات الموجهة نحو المستقبل السابقة.

## نهج ليس
شدد نهج ستانلي ليس، الذي نُشر في عام 1971، على حاجة جميع الأطباء النفسيين وعلماء النفس وعلماء الاجتماع وعلماء السياسة في المستقبل إلى فهم العلاقات بين الديناميكا الاجتماعية والديناميكا النفسية الفردية. ويعتبر ليس مناقشة المستقبل أسلوبًا وقائيًا، ويوجه المرضى خلال عدد قليل نسبيًا من الجلسات للنظر في دورهم في المستقبل للتحضير للتحديات والضغوط القادم

## نهج ميلجيز
في عام 1972، نشر فريدريك تي ميلجيز [الإنجليزية] ورقة حول التدخل الموجه نحو المستقبل، والذي أشار إليه باسم العلاج الموجه نحو المستقبل. بعد عقد من الزمان كتب فصلاً في كتاب يصف التدخل. يعتمد علاج ميلجيز على نموذج ديناميكي نفسي وكان الهدف منه أن يكون تدخلًا مساعدًا، وليس علاجًا للاضطرابات النفسية. وصفه ميلجز بأنه "مساعد مفيد للعلاجات الموجهة في الماضي والحاضر" لمساعدة المرضى الذين يعانون من مشاكل مثل تدني احترام الذات ونشر الهوية. بالنسبة الى ميلجيز:
الفرضية العامة هي أن تشوهات الوقت تعطل السيطرة التكهنية وتؤدي إلى دوامات نفسية مرضية. وهذا يعني أن المشكلات المتعلقة بالوقت، مثل تشوهات التتابع والمعدل الزمني والمنظور الزمني، تعطل التفاعل الطبيعي بين الصور المستقبلية وخطط العمل والعواطف، مما يؤدي إلى نقص السيطرة التكهنية ودوائر مرضية (دوامات) سلبية.
اقترح ميلجيز أن التناسق بين الصور وخطط العمل والعواطف المستقبلية يعيد إحساس الشخص بالأمل والتحكم في المستقبل: "وهكذا، مع الأمل، فإن المستقبل الشخصي ليس مؤكدًا وثابتًا، ولكن يُنظر إليه على أنه مفتوح وغير مجمد، ومليئة بالفرص".:178 كانت هناك خمس مراحل لعلاج ميلجيز:
1. تقييم واختيار المرضى[4]:246
2. تفسير الحلقات المفرغة
3. إعادة القرارات[4]:250
4. مستقبل الذات[4]:258
5. منظمة مؤقتة[4]:259,261–263

في مراجعة لكتاب ميلجيز عام 1983، قالت الطبيبة النفسية لينور تير Lenore Terr إنه "يجب الإشادة بالمؤلف لمحاولته الطموحة للغاية لوصف على نطاق واسع ما يحدث للحس الزمني في الاضطرابات العقلية الرئيسية"، لكنها أشارت أيضًا إلى: "بعض من نظريات المؤلف المقترحات واضحة ويبدو أنها صحيحة، لكن للأسف بعضها يذهب بعيداً ".
وصف فيليب زيمباردو وجون بويد كيف "وسعت عالمة النفس سوزان نولين-هوكسيما [الإنجليزية] عمل ميلجز حول الوقت والاكتئاب بدراسة الطرق التي يعزز بها الانشغال بالماضي الاكتئاب". :200 أوضح زيمباردو وبويد أن الهوس بالماضي يجعل الناس أقل قدرة على التفكير في المستقبل، ووفقًا لنولن-هوكسيما وزملائها. "مالمفتاح لتخفيف الاكتئاب ليس في فك عقدة غورديون المتشابكة من الماضي، بل في قبول والتخطيط للمستقبل غير المؤكد.
" :202

## مناهج أخرى
طوّرت مجموعة واسعة من الأساليب، مثل التدريب الجماعي الموجه نحو المستقبل، والعلاج الكتابي الموجه نحو المستقبل، والعلاج الموجه في المستقبل، وغيرها، لمساعدة الناس على مواجهة المستقبل والشكوك والتعقيدات والفجوات التي ينطوي عليها المستقبل.
وطبقت نظرية زيمباردو وبويد للوقت، والتي تميز بين عدة منظورات مستقبلية (عامة أو أساسية، مستقبلية، مستقبلية سلبية، وإيجابية مستقبلية)، في تدريب منظور الوقت وعلاج منظور الوقت.

## مقالات ذات صلة
- تصور إبداعي
- تقنيات الإبداع
- جدول موازنة القرارات
- بصيرة (علم نفس)
- خريطة المستقبل (التخطيط التنظيمي)
- التوجه المستقبلي [الإنجليزية]
- تقنيات المستقبل
- التوجه نحو الهدف
- تحديد الأهداف [الإنجليزية]
- تنقيب (علم النفس) [الإنجليزية]
- نجاعة ذاتية
- العلاج المتمركز حول الحل
- تخطيط إستراتيجي
- التفكير الاستراتيجي
- إدراك الزمن
- بيان الرؤية [الإنجليزية]